# تومي ووكر (لاعب كرة قدم)
تومي ووكر (بالإنجليزية: Tommy Walker)‏ (15 مارس 1952 في المملكة المتحدة - ) هو لاعب كرة قدم بريطاني في مركز الوسط. لعب مع نادي أردريونيانز ونادي ستيرلينغ ألبيون ونادي اربوراث.